# Ponte al-Gala
Il ponte Al-Gala (in arabo كبري الجالء, chiamato anche Koubri al-Gala,   Koubri Badia`l, o anche  Ponte Cieco,  Ponte Inglese) è un ponte della capitale egiziana Il Cairo, costruito nel 1872. Collega la sponda sud occidentale dell'isola di Gezira alla pizza Al-Gala nel distretto di Dokki a Giza. 

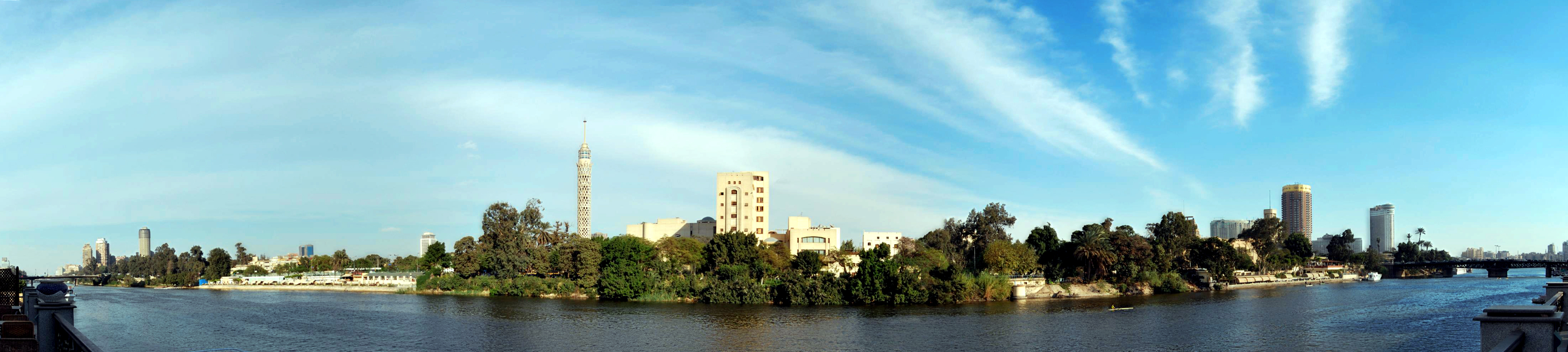
Panoramica della sponda sud-ovest dell'isola di Gezira, con ponte 6 di Ottobre (sinistra) e ponte al-Gala (destra)